# Lista dos campeões mundiais de boxe dos pesos-médios
Essa é uma lista cronológica dos campeões mundiais no boxe na categoria dos pesos-médios, iniciada a partir de 1884, ano em que Nonpariel Dempsey e George Fullgames fizeram aquela que é considerada a primeira luta desta categoria na era moderna do boxe. 
As organizações de boxe foram introduzidas em 1910, com a criação da União Internacional de Boxe (UIB), mais tarde rebatizada de União Européia de Boxe (UEB). Esta entidade organizou lutas entre 1913 e 1963.
Mais tarde surgiram outras organizações, dentre as quais a Associação Nacional de Boxe (ANB), fundada em 1921, mas que depois passou a se chamar Associação Mundial de Boxe (AMB).
Finalmente, no início da década de 60, houve uma crise no mundo do boxe, que resultou na extinção ou na fusão de diversas entidades até então existentes.
Atualmente, existem quatro entidades em vigor no mundo do boxe:
- Associação Mundial de Boxe (AMB), fundada em 1921, quando ainda se chamava Associação Nacional de Boxe (ANB).
- Conselho Mundial de Boxe (CMB), criado em 1963.
- Federação Internacional de Boxe (FIB), criado em 1983.
- Organização Mundial de Boxe (OMB), fundada em 1988.

## 1884 - 1963
| Conquista do título | Perda do título         | Campeão                | Campeão        | Reconhecimento | Manutenção do cinturão número de defesas |
| --- | ----------------------- | ---------------------- | -------------- | -------------- | ---------------------------------------- |
| 30 de julho de 1884 | 14 de janeiro de 1891   | Jack Nonpareil Dempsey | Irlanda        | Universal      | 4                                        |
| 14 de janeiro de 1891 | 26 de setembro de 1894  | Bob Fitzsimmons        | Reino Unido    | Universal      | 2                                        |
| Fitzsimmons deixou seu título vago em 1894.                                                                                           |                         |                        |                |                |                                          |
| 17 de dezembro de 1897 | ...                     | Kid McCoy              | Estados Unidos | Universal      | 0                                        |
| McCoy anunciou, no mesmo dia em que havia conquistado o título, que não pretendia defendê-lo.                                         |                         |                        |                |                |                                          |
| 24 de outubro de 1898 | 5 de dezembro de 1906   | Tommy Ryan             | Estados Unidos | Universal      | 7                                        |
| Ryan decidiu se aposentar em 1906, passando seu título para Hugo Kelly. Porém, Kelly não foi aceito pelo público como o novo campeão. |                         |                        |                |                |                                          |
| 2 de setembro de 1907 | 7 de setembro de 1908   | Stanley Ketchel        | Estados Unidos | Universal      | 3                                        |
| 7 de setembro de 1908 | 26 de novembro de 1908  | Billy Papke            | Estados Unidos | Universal      | 0                                        |
| 26 de novembro de 1908 | 10 de junho de 1910     | Stanley Ketchel        | Estados Unidos | Universal      | 0                                        |
| Ketchel foi assassinado em 15 de outubro de 1910; seu título foi declarado vago.                                                      |                         |                        |                |                |                                          |
| 22 de fevereiro de 1912 | 11 de outubro de 1913   | Frank Klaus            | Estados Unidos | Universal      | 2                                        |
| 11 de outubro de 1913 | 7 de abril de 1914      | George Chip            | Estados Unidos | Universal      | 5                                        |
| 7 de abril de 1914 | 14 de novembro de 1917  | Al McCoy               | Estados Unidos | Universal      | 5                                        |
| 14 de novembro de 1917 | 6 de maio de 1920       | Mike O'Dowd            | Estados Unidos | Universal      | 8                                        |
| 6 de maio de 1920 | 31 de agosto de 1923    | Johnny Wilson          | Estados Unidos | Universal      | 4                                        |
| 31 de agosto de 1923 | 26 de fevereiro de 1926 | Harry Greb             | Estados Unidos | Universal      | 6                                        |
| 26 de fevereiro de 1926 | 3 de dezembro de 1926   | Tiger Flowers          | Estados Unidos | Universal      | 1                                        |
| 3 de dezembro de 1926 | 29 de outubro de 1929   | Mickey Walker          | Estados Unidos | Universal      | 4                                        |
| Walker deixou seu título vago em 1929.                                                                                                |                         |                        |                |                |                                          |
| 25 de janeiro de 1932 | 11 de junho de 1932     | Gorilla Jones          | Estados Unidos | ANB            | 1                                        |
| 11 de junho de 1932 | 4 de julho de 1932      | Marcel Thil            | França         | ANB            | 1                                        |
| Thil deixou seu título da ANB vago em 1932.                                                                                           |                         |                        |                |                |                                          |
| 30 de outubro de 1933 | 11 de setembro de 1934  | Vince Dundee           | Estados Unidos | Universal      | 2                                        |
| 11 de setembro de 1934 | 19 de setembro de 1935  | Teddy Yarosz           | Estados Unidos | Universal      | 0                                        |
| 19 de setembro de 1935 | 11 de julho de 1936     | Babe Risko             | México         | Universal      | 1                                        |
| 11 de julho de 1936 | 26 de julho de 1938     | Freddie Steele         | Estados Unidos | ANB            | 5                                        |
| 26 de julho de 1938 | 1º de novembro de 1938  | Al Hostak              | Estados Unidos | ANB            | 0                                        |
| 1º de novembro de 1938 | 27 de junho de 1939     | Solly Krieger          | Estados Unidos | ANB            | 0                                        |
| 27 de junho de 1939 | 19 de julho de 1940     | Al Hostak              | Estados Unidos | ANB            | 1                                        |
| 19 de julho de 1940 | 16 de julho de 1947     | Tony Zale              | Estados Unidos | ANB            | 4                                        |
| Zale passou a ser considerado campeão mundial em 28 de novembro de 1941.                                                              |                         |                        |                |                |                                          |
| 16 de julho de 1947 | 10 de junho de 1948     | Rocky Graziano         | Estados Unidos | Universal      | 0                                        |
| 10 de junho de 1948 | 21 de setembro de1948   | Tony Zale              | Estados Unidos | Universal      | 0                                        |
| 21 de setembro de 1948 | 16 de junho de 1949     | Marcel Cerdan          | França         | Universal      | 0                                        |
| 16 de junho de 1949 | 14 de fevereiro de 1951 | Jake LaMotta           | Estados Unidos | Universal      | 0                                        |
| 14 de fevereiro de 1951 | 10 de julho de 1951     | Sugar Ray Robinson     | Estados Unidos | Universal      | 0                                        |
| 10 de julho de 1951 | 12 de setembro de 1951  | Randy Turpin           | Reino Unido    | Universal      | 0                                        |
| 12 de setembro de 1951 | 16 de abril de 1952     | Sugar Ray Robinson     | Estados Unidos | Universal      | 2                                        |
| Sugar Ray Robinson deixou seu título vago em 1952.                                                                                    |                         |                        |                |                |                                          |
| 21 de outubro de 1953 | 9 de dezembro de 1955   | Bobo Olson             | Estados Unidos | Universal      | 3                                        |
| 9 de dezembro de 1955 | 2 de janeiro de 1957    | Sugar Ray Robinson     | Estados Unidos | Universal      | 1                                        |
| 2 de janeiro de 1957 | 1º de maio de 1957      | Gene Fullmer           | Estados Unidos | Universal      | 0                                        |
| 1º de maio de 1957 | 23 de setembro de 1957  | Sugar Ray Robinson     | Estados Unidos | Universal      | 0                                        |
| 23 de setembro de 1957 | 25 de março de 1958     | Carmen Basilio         | Estados Unidos | Universal      | 0                                        |
| 25 de março de 1958 | 22 de janeiro de 1960   | Sugar Ray Robinson     | Estados Unidos | Universal      | 0                                        |
| 22 de janeiro de 1960 | 11 de julho de 1961     | Paul Pender            | Estados Unidos | Universal      | 3                                        |
| 11 de julho de 1961 | 7 de abril de 1962      | Terry Downes           | Reino Unido    | Universal      | 0                                        |
| 7 de abril de 1962 | 7 de maio de 1963       | Paul Pender            | Estados Unidos | Universal      | 0                                        |
| Pender deixou seu título vago em 1963.                                                                                                |                         |                        |                |                |                                          |
| |                         |                        |                |                |                                          |

## Associação Mundial de Boxe
| Conquista do título | Perda do título        | Campeão            | Campeão                  | Reconhecimento        | Manutenção do cinturão número de defesas |
| --- | ---------------------- | ------------------ | ------------------------ | --------------------- | ---------------------------------------- |
| 23 de outubro de 1962 | 7 de dezembro de 1963  | Dick Tiger         | Nigéria                  | AMB                   | 2                                        |
| 7 de dezembro de 1963 | 21 de outubro de 1965  | Joey Giardello     | Estados Unidos           | AMB                   | 0                                        |
| 21 de outubro de 1965 | 25 de abril de 1966    | Dick Tiger         | Nigéria                  | AMB                   | 0                                        |
| 25 de abril de 1966 | 17 de abril de 1967    | Emile Griffith     | Ilhas Virgens Americanas | AMB                   | 2                                        |
| 17 de abril de 1967 | 29 de setembro de 1967 | Nino Benvenuti     | Itália                   | AMB                   | 0                                        |
| 29 de setembro de 1967 | 4 de março de 1968     | Emile Griffith     | Ilhas Virgens Americanas | AMB                   | 0                                        |
| 4 de março de 1968 | 7 de novembro de 1970  | Nino Benvenuti     | Itália                   | AMB                   | 4                                        |
| 7 de novembro de 1970 | 30 de julho de 1977    | Carlos Monzon      | Argentina                | AMB                   | 13                                       |
| Monzon deixou seu título da AMB vago em 1977. |                        |                    |                          |                       |                                          |
| 5 de novembro de 1977 | 22 de abril de 1978    | Rodrigo Valdez     | Colômbia                 | AMB                   | 0                                        |
| 22 de abril de 1978 | 30 de junho de 1979    | Hugo Pastor Corro  | Argentina                | AMB                   | 2                                        |
| 30 de junho de 1979 | 16 de março de 1980    | Vito Antuofermo    | Itália                   | AMB                   | 1                                        |
| 16 de março de 1980 | 27 de setembro de 1980 | Alan Minter        | Reino Unido              | AMB                   | 1                                        |
| 27 de setembro de 1980 | 10 de março de 1986    | Marvin Hagler      | Estados Unidos           | AMB                   | 11                                       |
| Hagler deixou seu título da AMB vago em 1986. |                        |                    |                          |                       |                                          |
| 23 de outubro de 1987 | 25 de março de 1989    | Sumbu Kalambay     | Itália                   | AMB                   | 3                                        |
| Kalambay teve seu título da AMB retirado em 1989 |                        |                    |                          |                       |                                          |
| 10 de maio de 1989 | 13 de dezembro de 1991 | Mike McCullum      | Jamaica                  | AMB                   | 3                                        |
| McCullum teve seu título da AMB retirado em 1991 |                        |                    |                          |                       |                                          |
| 22 de abril de 1992 | 1º de outubro de 1993  | Reggie Johnson     | Estados Unidos           | AMB                   | 3                                        |
| 1º de outubro de 1993 | ..1994                 | John David Jackson | Estados Unidos           | AMB                   | 0                                        |
| Jackson deixou seu título da AMB vago em 1994. |                        |                    |                          |                       |                                          |
| 12 de agosto de 1994 | 19 de dezembro de 1995 | Jorge Castro       | Argentina                | AMB                   | 4                                        |
| 19 de dezembro de 1995 | 24 de junho de 1996    | Shinji Takehara    | Japão                    | AMB                   | 0                                        |
| 24 de junho de 1996 | 23 de agosto de 1997   | William Joppy      | Estados Unidos           | AMB                   | 2                                        |
| 23 de agsoto de 1997 | 31 de janeiro de 1998  | Julio César Green  | República Dominicana     | AMB                   | 0                                        |
| 31 de janeiro de 1998 | 12 de maio de 2001     | William Joppy      | Estados Unidos           | AMB                   | 1                                        |
| 12 de maio de 2001 | 29 de setembro de 2001 | Félix Trinidad     | Porto Rico               | AMB                   | 0                                        |
| 29 de setembro de 2001 | 16 de julho de 2005    | Bernard Hopkins    | Estados Unidos           | AMB (Super-Campeão)   | 6                                        |
| Hopkins derrotou Trinidad, de modo a unificar o cinturões da FIB, CMB e AMB. Posteriormente, durante seu reinado, Hopkins viria a capturar também o cinturão da OMB. |                        |                    |                          |                       |                                          |
| 17 de novembro de 2001 | 13 de dezembro de 2003 | William Joppy      | Estados Unidos           | AMB (Campeão Regular) | 0                                        |
| Joppy perdeu seu título, ao ser derrotado pelo Super-Campeão Bernard Hopkins.                                                                                        |                        |                    |                          |                       |                                          |
| 1º de maio de 2004 | 11 de março de 2006    | Maselino Masoe     | Austrália                | AMB (Campeão Regular) | 0                                        |
| 16 de julho de 2005 | 14 de dezembro de 2006 | Jermain Taylor     | Estados Unidos           | AMB (Super-Campeão)   | 1                                        |
| 11 de março de 2003 | 15 de julho de 2006    | Felix Sturm        | Alemanha                 | AMB (Campeão Regular) | 0                                        |
| 15 de julho de 2006 | 28 de abril de 2007    | Javier Castillejo  | Espanha                  | AMB (Campeão Regular) | 1                                        |
| Jermain Taylor deixou seu título da AMB vago; extinção do título de Super-Campeão.                                                                                   |                        |                    |                          |                       |                                          |
| 28 de abril de 2007 | 23 de março de 2010    | Felix Sturm        | Alemanha                 | AMB                   | 7                                        |
| 23 de março de 2010 | Presente               | Felix Sturm        | Alemanha                 | AMB (Super-Campeão)   | 8                                        |
| Sturm foi promovido, em 23 de março de 2010, à condição de Super-Campeão.                                                                                            |                        |                    |                          |                       |                                          |
| 14 de outubro de 2010 | Presente               | Gennady Golovkin   | Cazaquistão              | AMB (Campeão Regular) | 8                                        |

## Conselho Mundial de Boxe
| Conquista do título                              | Perda do título         | Campeão                 | Campeão                  | Reconhecimento | Manutenção do cinturão número de defesas |
| ------------------------------------------------ | ----------------------- | ----------------------- | ------------------------ | -------------- | ---------------------------------------- |
| 10 de agosto de 1963                             | 7 de dezembro de 1963   | Dick Tiger              | Nigéria                  | CMB            | 0                                        |
| 7 de dezembro de 1963                            | 21 de outubro de 1965   | Joey Giardello          | Estados Unidos           | CMB            | 0                                        |
| 21 de outubro de 1965                            | 25 de abril de 1966     | Dick Tiger              | Nigéria                  | CMB            | 0                                        |
| 25 de abril de 1966                              | 17 de abril de 1967     | Emile Griffith          | Ilhas Virgens Americanas | CMB            | 2                                        |
| 17 de abril de 1967                              | 29 de setembro de 1967  | Nino Benvenuti          | Itália                   | CMB            | 0                                        |
| 29 de setembro de 1967                           | 4 de março de 1968      | Emile Griffith          | Ilhas Virgens Americanas | CMB            | 0                                        |
| 4 de março de 1968                               | 7 de novembro de 1970   | Nino Benvenuti          | Itália                   | CMB            | 4                                        |
| 7 de novembro de 1970                            | 9 de fevereiro de 1974  | Carlos Monzon           | Argentina                | CMB            | 8                                        |
| Monzon teve seu título do CMB retirado em 1974.  |                         |                         |                          |                |                                          |
| 25 de maio de 1974                               | 22 de junho de 1976     | Rodrigo Valdez          | Colômbia                 | CMB            | 4                                        |
| 26 de junho de 1976                              | 30 de julho de 1977     | Carlos Monzon           | Argentina                | CMB            | 1                                        |
| Monzon deixou seu título do CMB vago em 1977.    |                         |                         |                          |                |                                          |
| 5 de novembro de 1977                            | 22 de abril de 1978     | Rodrigo Valdez          | Colômbia                 | CMB            | 0                                        |
| 22 de abril de 1978                              | 30 de junho de 1979     | Hugo Pastor Corro       | Argentina                | CMB            | 2                                        |
| 30 de junho de 1979                              | 16 de março de 1980     | Vito Antuofermo         | Itália                   | CMB            | 1                                        |
| 16 de março de 1980                              | 27 de setembro de 1980  | Alan Minter             | Reino Unido              | CMB            | 1                                        |
| 27 de setembro de 1980                           | 6 de abril de 1987      | Marvin Hagler           | Estados Unidos           | CMB            | 11                                       |
| 6 de abril de 1987                               | 27 de maio de 1987      | Sugar Ray Leonard       | Estados Unidos           | CMB            | 0                                        |
| Leonard deixou seu título do CMB vago em 1987.   |                         |                         |                          |                |                                          |
| 29 de outubro de 1987                            | 6 de junho de 1988      | Thomas Hearns           | Estados Unidos           | CMB            | 0                                        |
| 6 de junho de 1988                               | 24 de fevereiro de 1989 | Iran Barkley            | Estados Unidos           | CMB            | 0                                        |
| 24 de fevereiro de 1989                          | ..1990                  | Roberto Durán           | Panamá                   | CMB            | 0                                        |
| Durán deixou seu título do CMB vago em 1990.     |                         |                         |                          |                |                                          |
| 24 de novembro de 1990                           | 8 de maio de 1993       | Julian Jackson          | Ilhas Virgens Americanas | CMB            | 4                                        |
| 8 de maio de 1993                                | 7 de maio de 1994       | Gerald McClellan        | Estados Unidos           | CMB            | 3                                        |
| McClellan deixou seu título do CMB vago em 1994. |                         |                         |                          |                |                                          |
| 17 de março de 1995                              | 19 de agosto de 1995    | Julian Jackson          | Ilhas Virgens Americanas | CMB            | 2                                        |
| 19 de agosto de 1995                             | 16 de março de 1996     | Quincy Taylor           | Estados Unidos           | CMB            | 0                                        |
| 16 de março de 1996                              | 2 de maio de 1998       | Keith Holmes            | Estados Unidos           | CMB            | 2                                        |
| 2 de maio de 1998                                | 24 de abril de 1999     | Hacini Cherifi          | França                   | CMB            | 0                                        |
| 24 de abril de 1999                              | 14 de abril de 2001     | Keith Holmes            | Estados Unidos           | CMB            | 2                                        |
| 14 de abril de 2001                              | 16 de julho de 2005     | Bernard Hopkins         | Estados Unidos           | CMB            | 7                                        |
| 16 de julho de 2005                              | 29 de setembro de 2007  | Jermain Taylor          | Estados Unidos           | CMB            | 3                                        |
| 29 de setembro de 2007                           | 17 de abril de 2010     | Kelly Pavlik            | Estados Unidos           | CMB            | 4                                        |
| 17 de abril de 2010                              | Presente                | Sergio Gabriel Martinez | Argentina                | CMB            | 1                                        |
| Martinez deixou seu título do CMB vago em 2010   |                         |                         |                          |                |                                          |
| 17 de janeiro de 2011                            | 4 de junho de 2011      | Sebastian Zbik          | Alemanha                 | CMB            | 0                                        |
| 4 de junho de 2011                               | Presente                | Julio César Chavez Jr.  | México                   | CMB            | 1                                        |

## Federação Internacional de Boxe
| Conquista do título                              | Perda do título         | Campeão             | Campeão        | Reconhecimento | Manutenção do cinturão número de defesas |
| ------------------------------------------------ | ----------------------- | ------------------- | -------------- | -------------- | ---------------------------------------- |
| 27 de maio de 1983                               | 6 de abril de 1987      | Marvin Hagler       | Estados Unidos | FIB            | 4                                        |
| Hagler teve seu título da FIB retirado em 1987   |                         |                     |                |                |                                          |
| 10 de outubro de 1987                            | 28 de julho de 1988     | Frank Tate          | Estados Unidos | FIB            | 1                                        |
| 28 de julho de 1988                              | 10 de maio de 1991      | Michael Nunn        | Estados Unidos | FIB            | 5                                        |
| 10 de maio de 1991                               | 13 de fevereiro de 1993 | James Toney         | Estados Unidos | FIB            | 6                                        |
| Toney deixou seu título da FIB vago em 1993      |                         |                     |                |                |                                          |
| 22 de maio de 1993                               | 18 de novembro de 1994  | Roy Jones Jr.       | Estados Unidos | FIB            | 1                                        |
| Jones Jr. deixou seu título da FIB vago em 1994. |                         |                     |                |                |                                          |
| 29 de abril de 1995                              | 16 de julho de 2005     | Bernard Hopkins     | Estados Unidos | FIB            | 20                                       |
| 16 de julho de 2005                              | 12 de outubro de 2005   | Jermain Taylor      | Estados Unidos | FIB            | 0                                        |
| Taylor deixou seu título vago em 2005.           |                         |                     |                |                |                                          |
| 10 de dezembro de 2005                           | 12 de julho de 2009     | Arthur Abraham      | Alemanha       | FIB            | 10                                       |
| Abraham deixou seu título da FIB vago em 2009.   |                         |                     |                |                |                                          |
| 19 de setembro de 2009                           | 7 de maio de 2011       | Sebastian Sylvester | Alemanha       | FIB            | 3                                        |
| 7 de maio de 2011                                | Presente                | Daniel Geale        | Austrália      | FIB            |                                          |

## Organização Mundial de Boxe
| Conquista do título                                                           | Perda do título        | Campeão                 | Campeão        | Reconhecimento | Manutenção do cinturão número de defesas |
| ----------------------------------------------------------------------------- | ---------------------- | ----------------------- | -------------- | -------------- | ---------------------------------------- |
| 18 de abril de 1989                                                           | 29 de abril de 1990    | Doug DeWitt             | Estados Unidos | OMB            | 1                                        |
| 29 de abril de 1990                                                           | 18 de novembro de 1990 | Nigel Benn              | Reino Unido    | OMB            | 1                                        |
| 18 de novembro de 1990                                                        | 22 de junho de 1991    | Chris Eubank            | Reino Unido    | OMB            | 3                                        |
| Eubank deixou seu título da OMB vago em 1991.                                 |                        |                         |                |                |                                          |
| 20 de novembro de 1991                                                        | 1992                   | Gerald McClellan        | Estados Unidos | OMB            | 0                                        |
| McClellan deixou seu título da OMB vago em 1992.                              |                        |                         |                |                |                                          |
| 19 de maio de 1993                                                            | 7 de amio de 1994      | Chris Pyatt             | Reino Unido    | OMB            | 2                                        |
| 11 de maio de 1994                                                            | 18 de março de 1995    | Steve Collins           | Irlanda        | OMB            | 0                                        |
| Collins deixou seu título da OMB vago em 1995.                                |                        |                         |                |                |                                          |
| 19 de maio de 1995                                                            | 28 de junho de 1997    | Lonnie Bradley          | Estados Unidos | OMB            | 6                                        |
| Bradley deixou seu título da OMB vago em 1997.                                |                        |                         |                |                |                                          |
| 13 de dezembro de 1997                                                        | 14 de novembro de 1998 | Otis Grant              | Jamaica        | OMB            | 1                                        |
| Grant deixou seu título da OMB vago em 1998.                                  |                        |                         |                |                |                                          |
| 30 de janeiro de 1999                                                         | 22 de maio de 1999     | Bert Schenk             | Alemanha       | OMB            | 1                                        |
| Schenk teve seu título da OMB retirado em 1999.                               |                        |                         |                |                |                                          |
| 17 de julho de 1999                                                           | 27 de novembro de 1999 | Jason Matthews          | Estados Unidos | OMB            | 0                                        |
| 27 de novembro de 1999                                                        | 6 de abril de 2002     | Armand Krajnc           | Suécia         | OMB            | 3                                        |
| 6 de abril de 2002                                                            | 3 março de 2003        | Harry Simon             | Namíbia        | OMB            | 0                                        |
| Simon sofreu um acidente de carro e não pode mais defender seu título da OMB. |                        |                         |                |                |                                          |
| 10 de maio de 2003                                                            | 13 de setembro de 2003 | Hector Javier Velazco   | Argentina      | OMB            | 0                                        |
| 13 de setembro de 2003                                                        | 5 de junho de 2004     | Felix Sturm             | Alemanha       | OMB            | 1                                        |
| 5 de junho de 2004                                                            | 18 de setembro de 2004 | Oscar de la Hoya        | Estados Unidos | OMB            | 0                                        |
| 18 de setembro de 2004                                                        | 16 de julho de 2005    | Bernard Hopkins         | Estados Unidos | OMB            | 1                                        |
| 16 de julho de 2005                                                           | 29 de setembro de 2007 | Jermain Taylor          | Estados Unidos | OMB            | 4                                        |
| 29 de setembro de 2007                                                        | 17 de abril de 2010    | Kelly Pavlik            | Estados Unidos | OMB            | 4                                        |
| 17 de abril de 2010                                                           | 1º de junho de 2010    | Sergio Gabriel Martinez | Argentina      | OMB            | 0                                        |
| Martinez teve seu título da OMB retirado em 2010.                             |                        |                         |                |                |                                          |
| 31 de julho de 2010                                                           | Presente               | Dmitry Pirog            | Rússia         | OMB            | 0                                        |